# 1933 no jornalismo
Nesta página encontrará referências aos acontecimentos directamente relacionados com o jornalismo ocorridos durante o ano de 1933.

## Eventos
- ?? — Fim da publicação jornal semanal "Academia portuguesa" em Lisboa. Começou a ser publicado em 1932.[1]

## Nascimentos
| Data          | Nome              | Profissão                             | Nacionalidade   | Observações | Ref |
| ------------- | ----------------- | ------------------------------------- | --------------- | ----------- | --- |
| 29 de junho   | Carol Sutton      | feminista e jornalista                | Estados Unidos  | m. 1985     |     |
| 28 de agosto  | Lourenço Diaferia | contista, cronista e jornalista       | Brasil          | m. 2008     |     |
| 6 de setembro | Mino Carta        | jornalista, editor, escritor e pintor | Reino de Itália |             |     |

## Mortes
| Data            | Nome                   | Profissão                                                         | Nacionalidade                              | Observações | Ref |
| --------------- | ---------------------- | ----------------------------------------------------------------- | ------------------------------------------ | ----------- | --- |
| 13 de fevereiro | Constâncio Alves       | médico, jornalista, orador e ensaísta                             | Brasil                                     | n. 1862     |     |
| 3 de abril      | Francisco José Pereira | advogado, jornalista e escritor                                   | Brasil                                     | n. 2012     |     |
| 26 de junho     | Rocha Pombo            | jornalista, advogado, professor, historiador, político e escritor | Brasil                                     | n. 1857     |     |
| ??              | Abílio Campos Monteiro | escritor, jornalista, médico e político                           | Reino Unido de Portugal, Brasil e Algarves | n. 1876     |     |